# Лазарева, Екатерина Николаевна
Екатерина Николаевна Лазарева (р. 13 декабря 1995, Москва) — российская волейболистка. Связующая.

## Биография
Екатерина Лазарева родилась в Москве в спортивной семье (отец — самбист, мать — баскетболистка). Волейболом начала заниматься в 2005 году в знаменитой московской СДЮСШОР № 65 «Ника». Первый тренер — В. В. Кузьмин. До 2011 играла за команду спортшколы в высшей лиге «Б» чемпионата России. В 2011 была приглашена в ВК «Динамо-Казань» и на протяжении четырёх сезонов выступала за молодёжную команду клуба, дважды став призёром молодёжной лиги российского первенства. Провела также 5 матчей и за основную команду в суперлиге российского чемпионата. С 2015 играла за «Приморочку», «Воронеж» (обе — высшая лига «А»), «Заречье-Одинцово» (суперлига). В ноябре 2017 перешла в команду «Липецк-Индезит», в 2018 — в «Сахалин», а в 2019 заключила контракт с краснодарским «Динамо». В 2021 после 6-летнего перерыва вернулась в казанский «Динамо-Ак Барс».

### Клубная карьера
- до 2011 —  СДЮСШОР-65 «Ника» (Москва);
- 2011—2015 —  «Динамо-Казань» (Казань);
- 2015—2016 —  «Приморочка» (Владивосток);
- 2016—2017 —  «Воронеж» (Воронеж);
- 2017 —  «Заречье-Одинцово» (Московская область);
- 2017—2018 —  «Липецк-Индезит» (Липецк);
- 2018—2019 —  «Сахалин» (Южно-Сахалинск);
- 2019—2021 —  «Динамо» (Краснодар);
- 2021—2022 —  «Динамо-Ак Барс» (Казань).
- 2023 —  «Леваллуа» (Леваллуа-Перре).

## Достижения
- победитель розыгрыша Кубка России 2021;
  - бронзовый призёр розыгрыша Кубка России 2020.
- серебряный (2013) и бронзовый (2015) призёр молодёжной лиги чемпионата России.